# Comuna Ștompelivka, Horol
Ștompelivka (în ucraineană Штомпелівка) este o comună în raionul Horol, regiunea Poltava, Ucraina, formată din satele Bocikî, Kolomiițeve Ozero, Kovtunî, Liseanșciîna, Lobkova Balka, Natalivka, Șarkivșciîna, Stavkî, Ștompelivka (reședința), Vanjîna Dolîna și Varvarivka.

## Demografie
Componența lingvistică a comunei Ștompelivka
     Ucraineană (97,74%)
     Rusă (1,71%)
     Alte limbi (0,25%)
Conform recensământului din 2001, majoritatea populației comunei Ștompelivka era vorbitoare de ucraineană (97,74%), existând în minoritate și vorbitori de rusă (1,71%).